# Катаріна Дуговичова
Катаріна Дуговичова (словац. Katarína Dugovičová; нар. 3 лютого 1977, Братислава, Чехословаччина) — словацька футболістка, півзахисниця та нападниця австрійського клубу «Вехсель Інс Аусланд». Виступала за національну збірну Словаччини.

## Клубна кар'єра
Футболом розпочала займатися в «Склопласті» (Трнава), де й розпочала професіональну кар'єру в 1995 році. Шість років виступала на професіональному рівні за «Склопласт», перш ніж приєднатися до «Жіар-над-Хроном» у сезоні 2001/02 року.
У 2005 році перейшла до «Слована» (Братислава). Однак у столичному клубу закріпитися не вдалося й всього через рік перейшла до «Слована Душло» (Шаля).
Катаріна Дуговичова декілька разів ставала у ворота «Душла», грала в жіночому Кубку УЄФА. У вище вказаному клубу змогла привернути до себе увагу й спробувала щастя в Австрії, в «Альтенмарк».
Вона чотири роки грала в другому дивізіоні Схід/Південь, а в сезоні 2011/12 років з 39 голами стала найкращим бомбардиром другого дивізіону, загалом же у в 87 матчах відзначилася 178-ма голами. У віці 33 років повернулася на батьківщину й підписала контракт з «Нітрою». Проте в «Нітрі» провела лише півроку, після чого знову виїхала до Австрію, де стала гравчинею «Альтенмаркта».

## Кар'єра в збірній
З 2002 по 2006 рік виступала за національну збірну Словаччини. Виступала в матчах кваліфікації чемпіонату Європи 2009 року.

### Голи за збірну
Рахунок та результат збірної Словаччини вказано на першому місці
| № | Дата              | Місце                                          | Суперник   | Рахунок | Результат | Змагання                            | Пос.  |
| - | ----------------- | ---------------------------------------------- | ---------- | ------- | --------- | ----------------------------------- | ----- |
| 1 | 18 листопада 2006 | Стад Рут де Люксембург, Юнглінстер, Люксембург | Люксембург | 1–0     | 4–0       | кваліфікація чемпіонату Європи 2009 | [ 7 ] |
| 2 | 18 листопада 2006 | Стад Рут де Люксембург, Юнглінстер, Люксембург | Люксембург | 2–0     | 4–0       | кваліфікація чемпіонату Європи 2009 | [ 7 ] |
| 3 | 20 листопада 2006 | Стад Ам Дейх, Еттельбрюк, Люксембург           | Литва      | 2–0     | 3–0       | кваліфікація чемпіонату Європи 2009 |       |
| 4 | 23 листопада 2006 | Оп Біірк, Менсдорф, Люксембург                 | Мальта     | 4–0     | 8–0       | кваліфікація чемпіонату Європи 2009 | [ 8 ] |
| 5 | 23 листопада 2006 | Оп Біірк, Менсдорф, Люксембург                 | Мальта     | 6–0     | 8–0       | кваліфікація чемпіонату Європи 2009 | [ 8 ] |
| 6 | 23 листопада 2006 | Оп Біірк, Менсдорф, Люксембург                 | Мальта     | 7–0     | 8–0       | кваліфікація чемпіонату Європи 2009 | [ 8 ] |

## Футзал
Окрім активної футбольної кар’єри, вона виступає за футзальну команду «Леді Тім» (Братислава).